# Asteroid de tip T
Asteroizii de tip T sunt asteroizii rari din centura interioară cu compoziție necunoscută, cu spectre întunecate, fără caracteristici și moderat de culoare roșie, iar o caracteristică moderată de absorbție este de 0,85 μm. Nu a fost găsit nici un meteorit analog direct. Se crede ca e anhidru, de asemenea considerate a fi legate de cele de tip P sau D, eventual, de un tip C foarte modificat. Un exemplu este 114 Kassandra.